# Пятнистоголубая амбистома
Пятнистоголубая амбистома (лат. Ambystoma laterale) — вид хвостатых земноводных из семейства амбистом. Синонимами являются серебристая амбистома (A. platineum) и амбистома Трембле (A. tremblayi).

## Распространение
Ареал вида охватывает север штатов Нью-Джерси и Индиана, северо-запад Айовы и центр Миннесоты в США, а также восток провинции Манитоба, центр Онтарио, юг Лабрадора и Новую Шотландию в Канаде.

## Описание

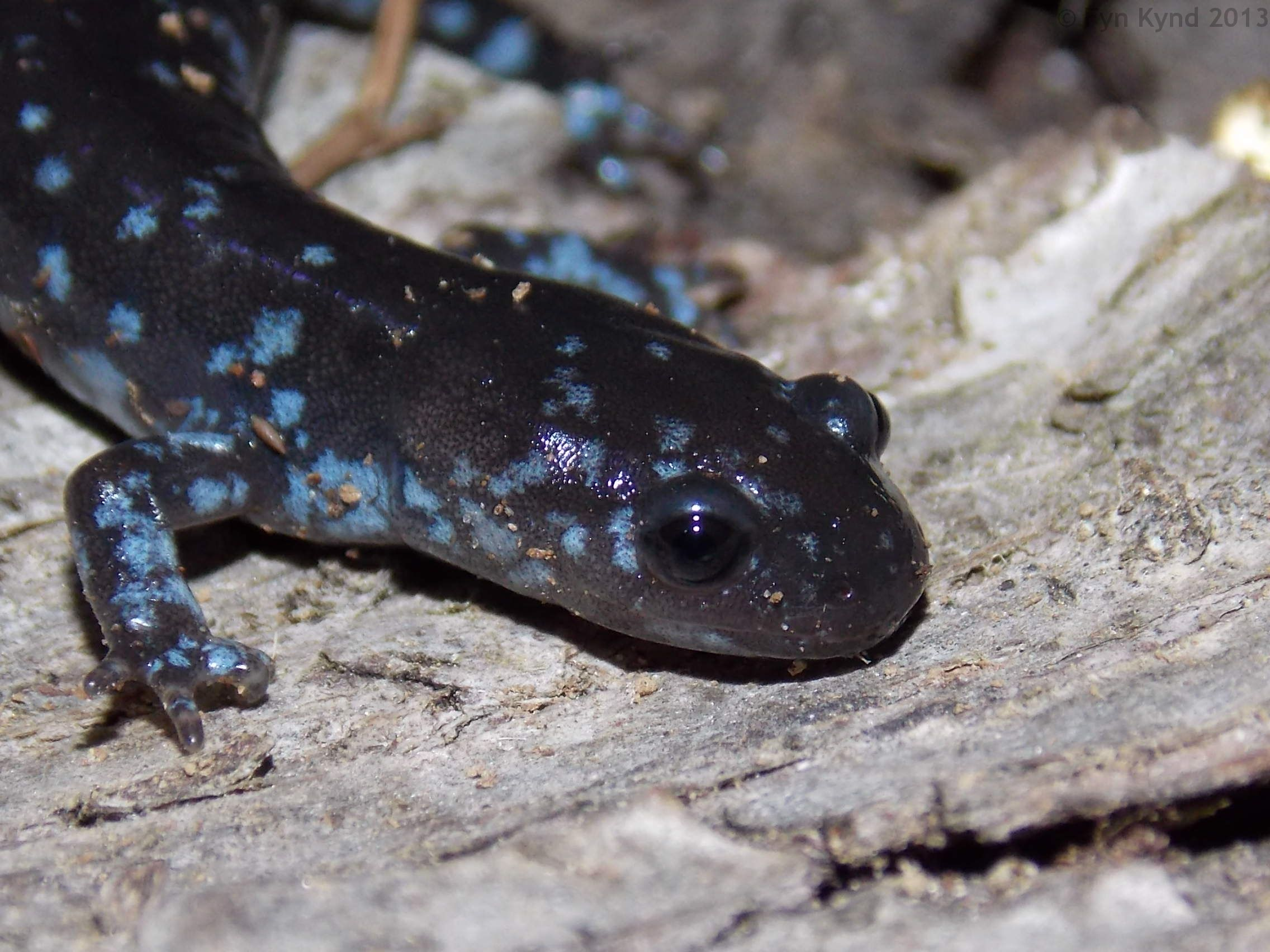

Общая длина составляет 8-14 см. Наблюдается половой диморфизм: самки крупнее самцов, у самцов длинный хвост. Голова немного уплощённая. Тело довольно стройное, с 12-14 рёберными бороздами. Конечности сильные с длинными пальцами: 4 на передних лапах и 5 на задних. Хвост достаточно длинный. Окраска спины иссиня-чёрная со светло-синими пятнами. Такие-же пятна по бокам и на хвосте. Брюхо светлее спины, на его фоне выделяется чисто чёрная клоака. Иногда встречаются особи-меланисты.

## Образ жизни
Обитает в лиственных лесах, держась неподалеку от мелких рек и других водоёмов. Питается преимущественно муравьями, пауками, мелкими насекомыми и червями. При этом сама становится жертвой различных птиц, хищных рыб, енотов и собак.

## Размножение
Размножение происходит ранней весной вблизи водоёмов. Яйца откладываются небольшими кладками на ветки, камни или растения на берегах лесных прудов или канав. В течение нескольких дней самка откладывает до 15 яиц, в общем кладка может достигать 500 яиц. Через 30 суток появляются личинки. Метаморфоз завершается в конце лета. У личинок пятна могут быть жёлтыми, они синеют после выхода на сушу.

## Фото

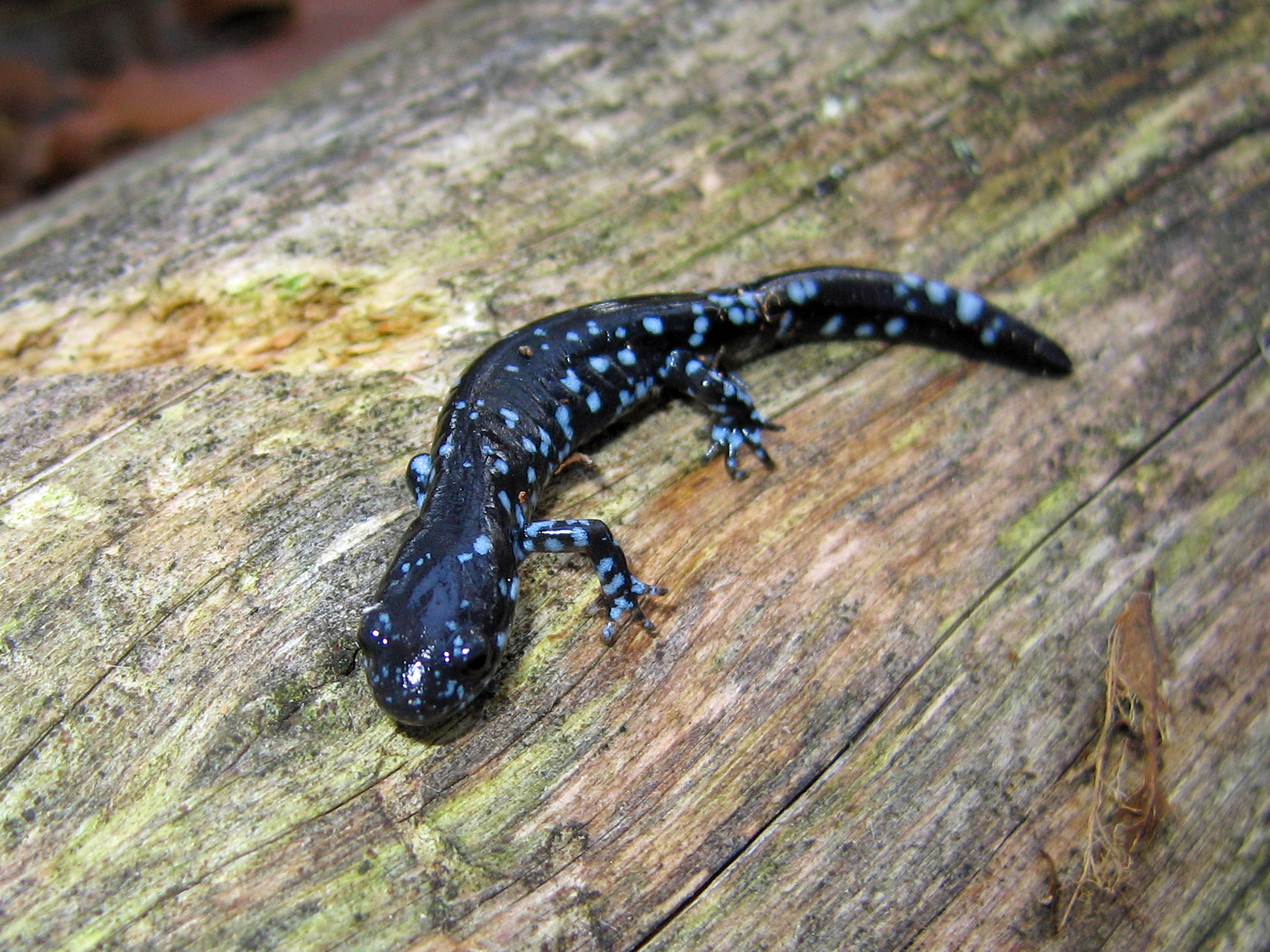
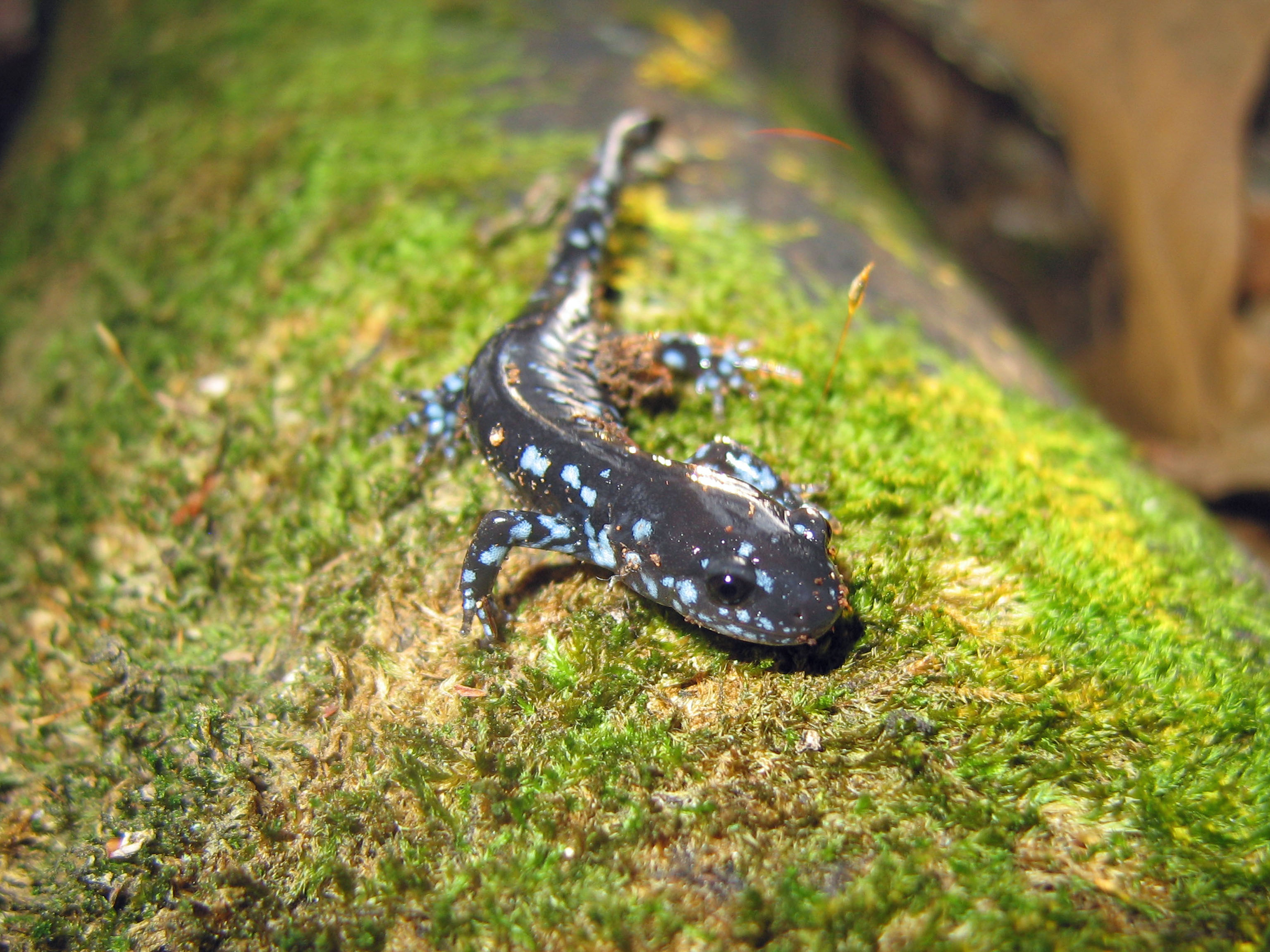
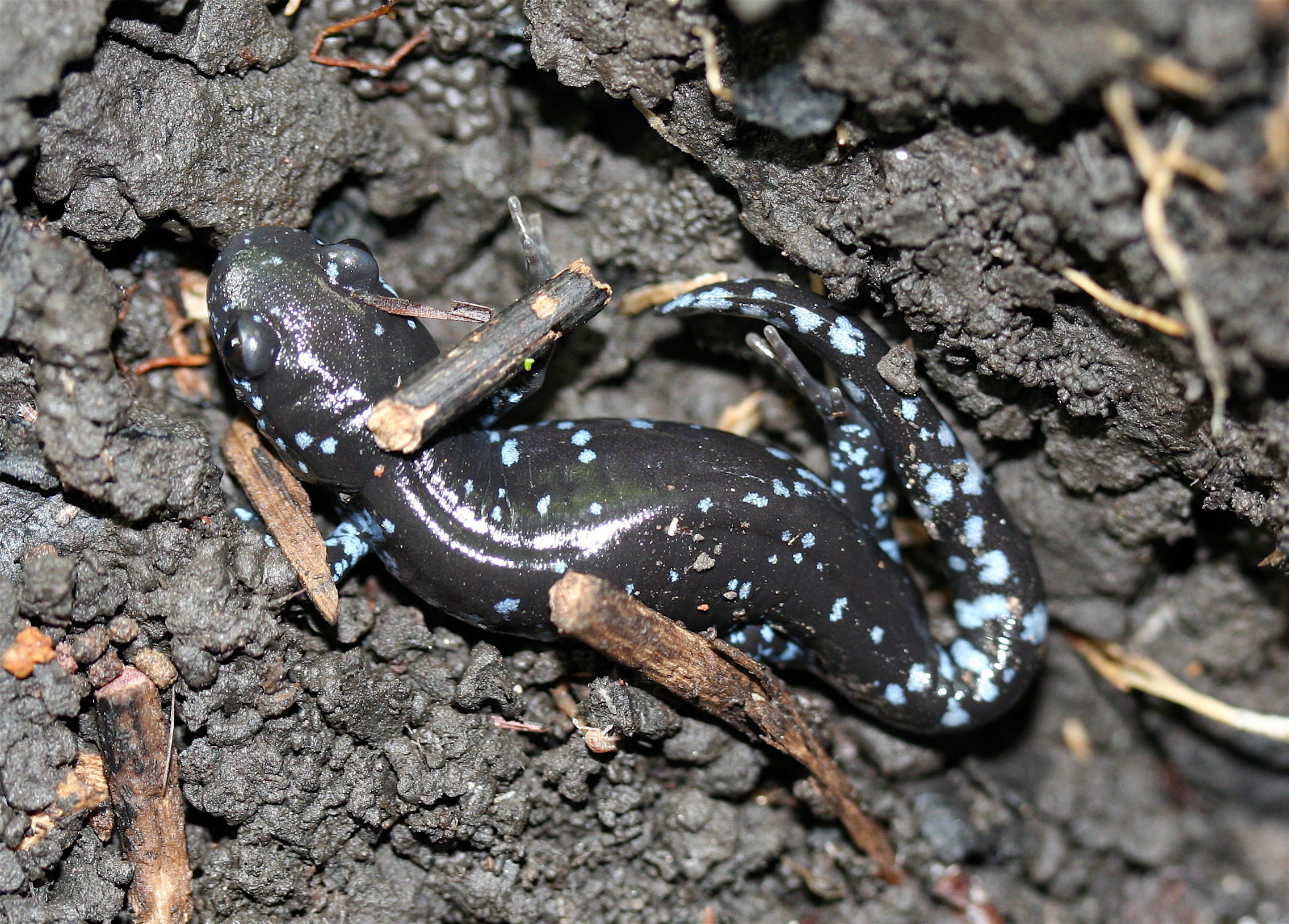
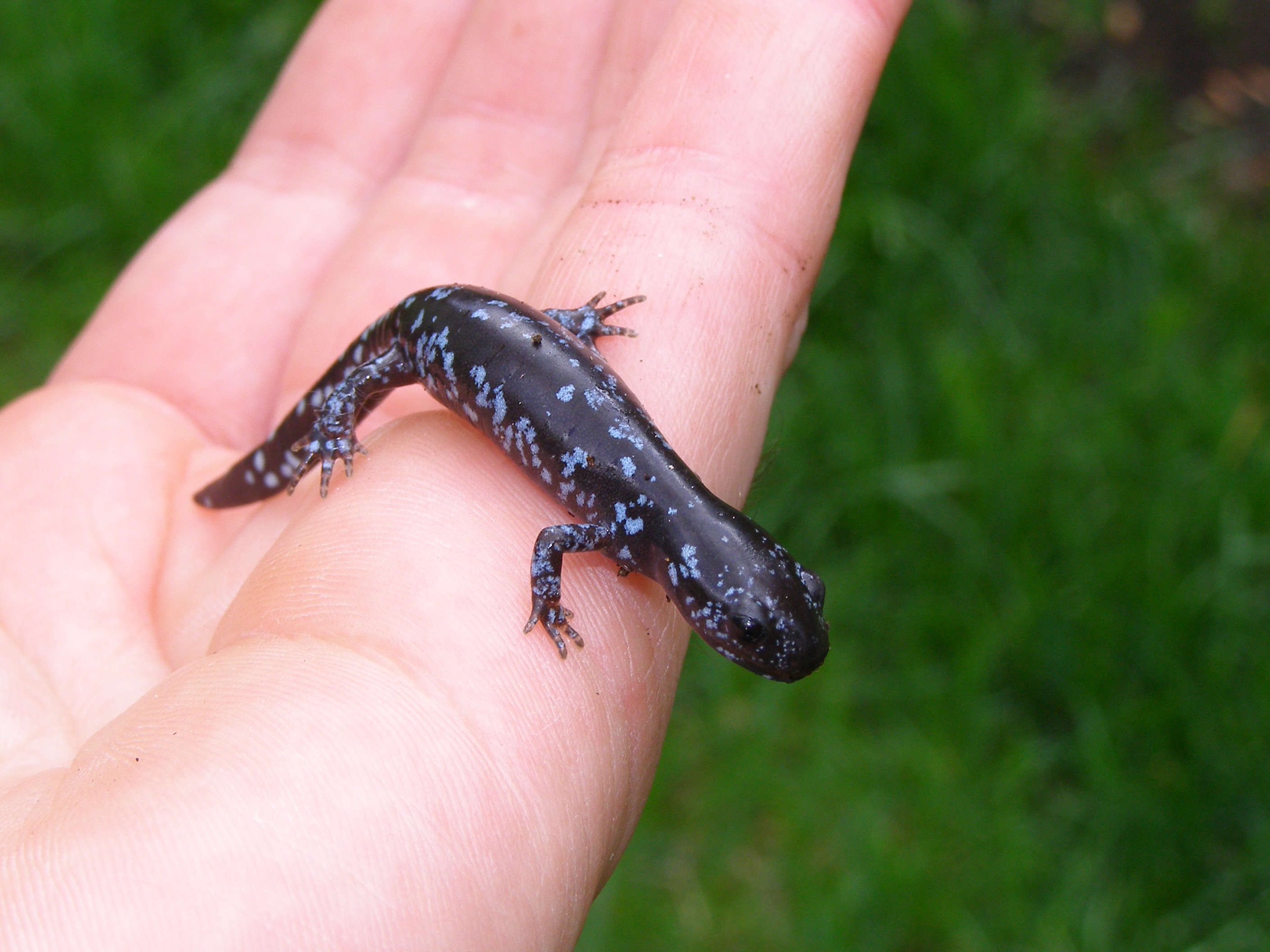